# Park dworski w Marzeninie
Park dworski w Marzeninie – zabytkowy park wraz z dworem w Marzeninie, w powiecie wrzesińskim, w województwie wielkopolskim.

## Położenie
Park znajduje się przy ul. Parkowej 6 i ma powierzchnię 1,4 ha. Główne wejście znajduje się od strony dworu. W pobliżu znajduje się budynek wodociągu, natomiast równolegle do jego wschodniej części znajdują się budynki mieszkalne.

## Historia
Dwór został zbudowany w 1896 dla zamożnej rodziny. W okresie tym zagospodarowano również przyległy teren na park krajobrazowy. W latach 80. XX wieku w budynku znajdowała się szkoła podstawowa. W późniejszym okresie budynek został przekształcony na dom wielorodzinny.
Park jest bogaty był w różnorodne gatunki drzew i krzewów. w 1986 został wpisany do rejestru zabytków. Wichura z 11 sierpnia 2017 zniszczyła znacznie zieleń, wiele drzew zostało wycięte. Nadal rosną tutaj dęby, klony i topole.

## Galeria

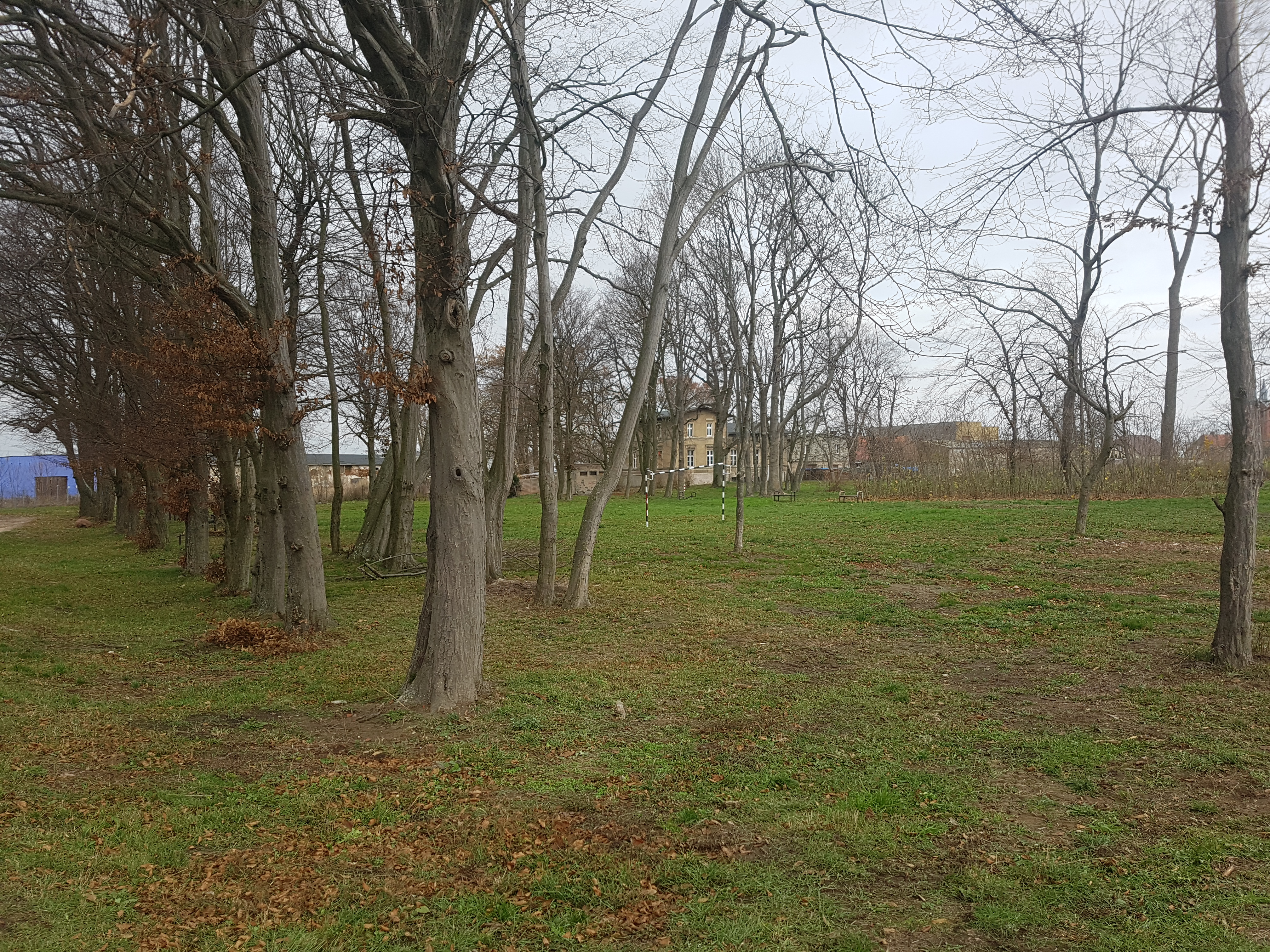
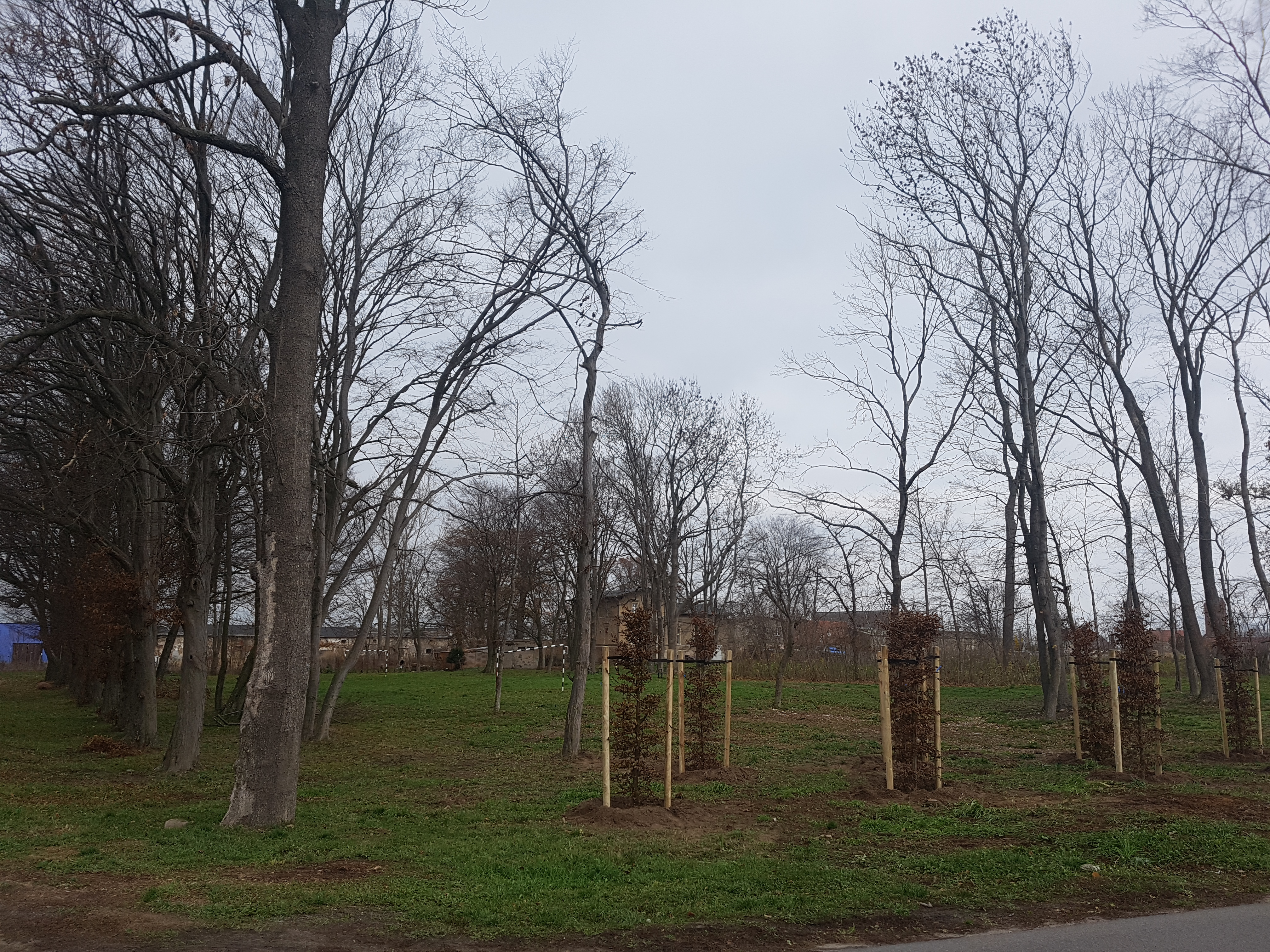
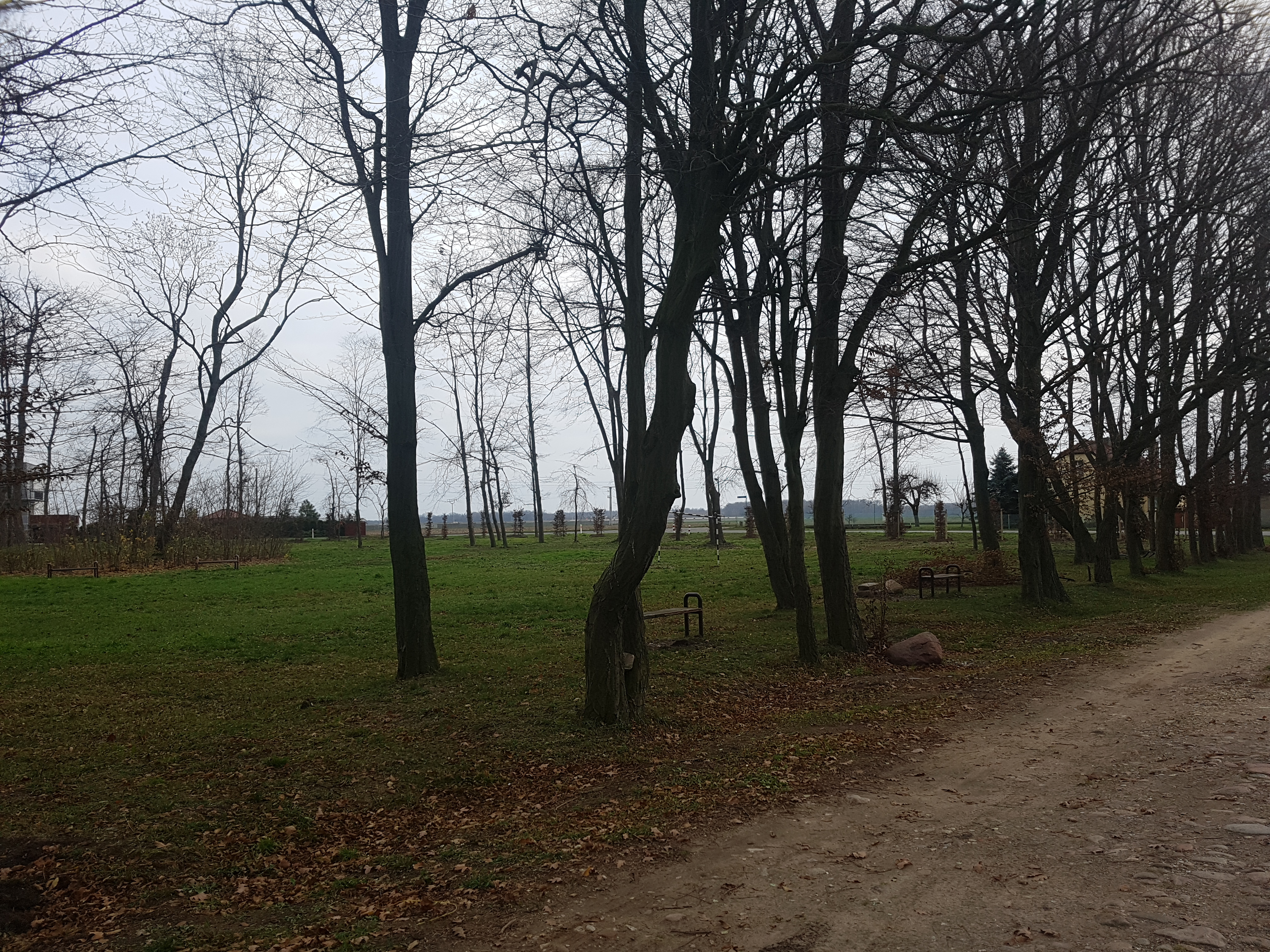
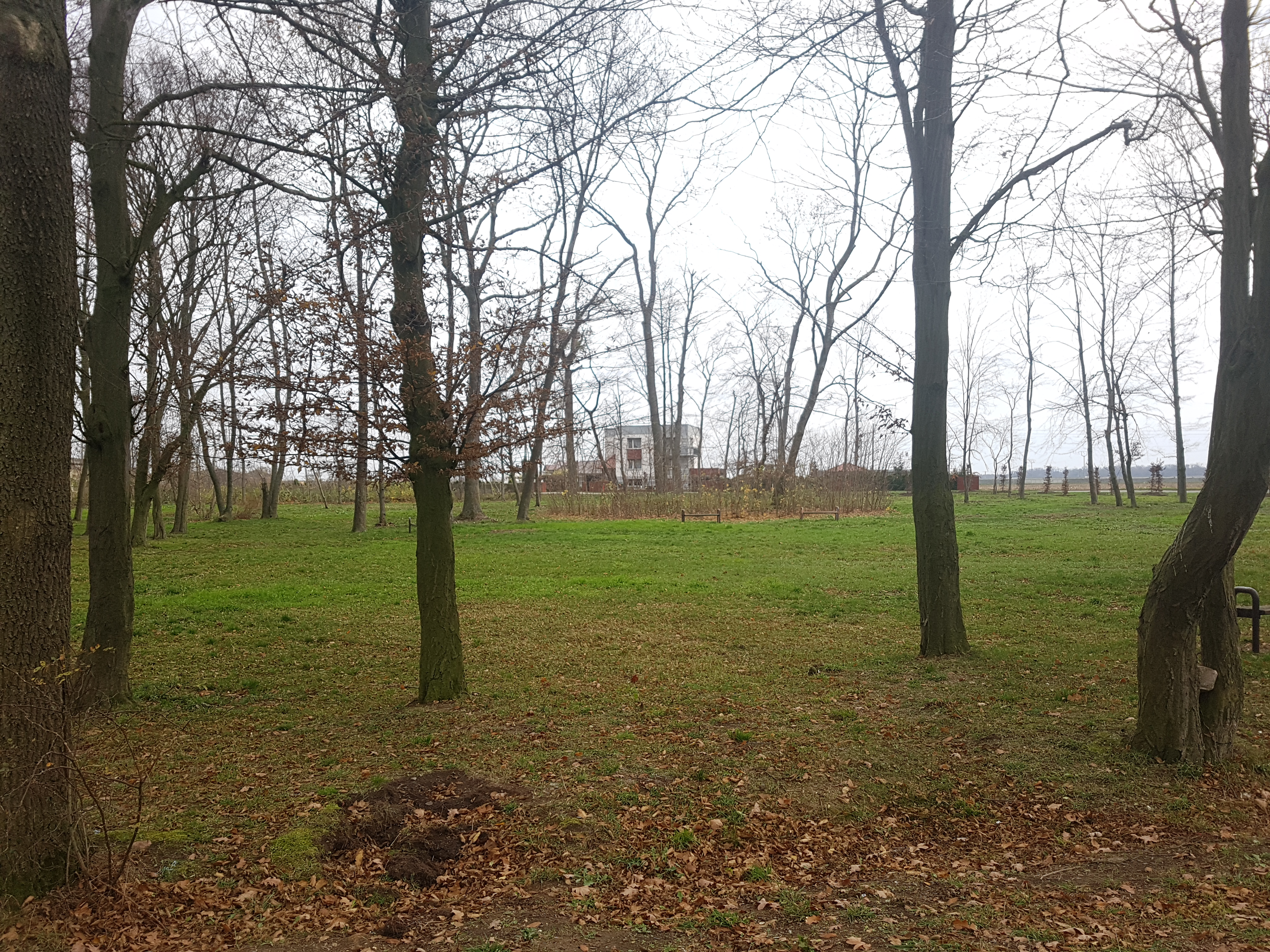
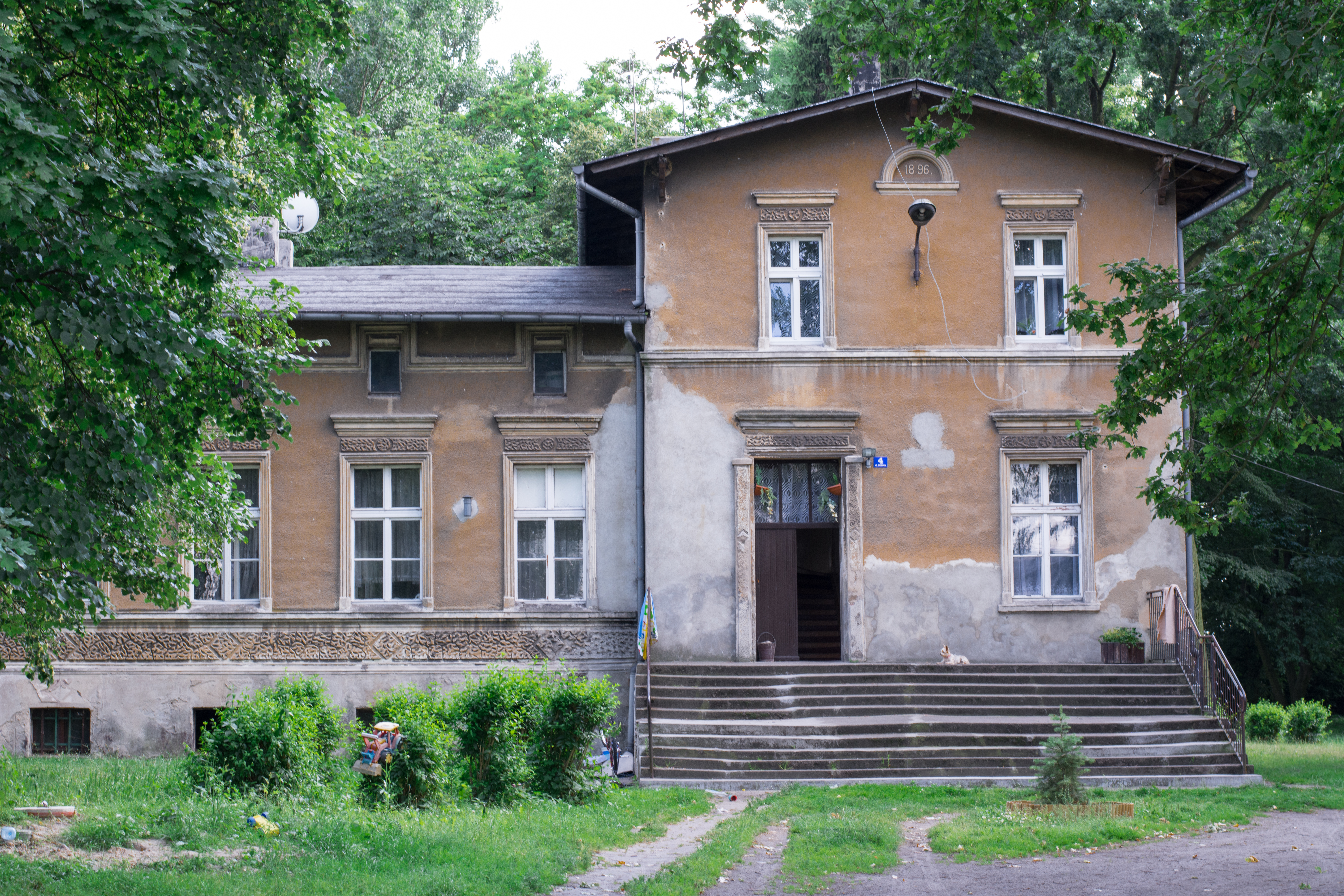
Dawny pałac w Marzeninie